# Symmorphus ornatus
Symmorphus ornatus är en stekelart som beskrevs av Gusenleitner 2000. Symmorphus ornatus ingår i släktet vedgetingar, och familjen Eumenidae. Inga underarter finns listade i Catalogue of Life.